# Пароксизмальное извержение
Пароксизмальное извержение — вулканологический термин, обозначающий самую бурную и напряженную стадию всего эруптивного цикла при извержении вулкана, в результате которой вскрывается вся полость его кратера.
Согласно современным представлениям, в ходе предваряющего межпароксизмального извержения происходит накопление энергии. Нарастание внутреннего давления происходит из-за частичной или полной закупорки жерла лавовым куполом или пробкой застывшей лавы. При её прорыве, накопившаяся энергия быстро высвобождается вместе с выбросом всего вулканического материала из жерла вулкана.